# Стара Гута (Коростенський район)
Стара Гу́та — село в Україні, в Коростенському районі Житомирської області. Населення становить 30 осіб. Входить до складу Малинської міської громади.
З середини березня 2022 року село було окуповане російськими військами й звільнено у квітні того ж року.

## Географія
На північній околиці села бере початок річка Жеревець, права притока Кропивні.

## Населення

### Мова
Розподіл населення за рідною мовою за даними перепису 2001 року:
| Мова       | Кількість | Відсоток |
| ---------- | --------- | -------- |
| українська | 26        | 86.67%   |
| російська  | 4         | 13.33%   |
| Усього     | 30        | 100%     |